# Гринвил (Вирџинија)
Гринвил (енгл. Greenville) насељено је место без административног статуса у америчкој савезној држави Вирџинија.

## Демографија
По попису из 2010. године број становника је 832, што је 54 (-6,1%) становника мање него 2000. године.
| Група             | 2000.       | 2010.       |
| Белци             | 730 (82,4%) | 677 (81,4%) |
| Афроамериканци    | 148 (16,7%) | 131 (15,7%) |
| Азијати           | 0 (0,0%)    | 1 (0,1%)    |
| Хиспаноамериканци | 4 (0,5%)    | 13 (1,6%)   |
| Укупно            | 886         | 832         |